# 13 駭人遊戲
《13 駭人遊戲》，2006年上映的泰國驚悚懸疑電影。電影是根據泰國漫畫《The 13th Quiz Show》（第十三項智力競賽節目）改編，漫畫原作者Ekasit Thairat亦參與電影編劇過程。此片尖銳地批判了現代曼谷的虛偽氣息與拜金主義。本片由楚克·薩克瑞科執導，庫薩達·蘇庫尚主演。
《13 駭人遊戲》敘述殘酷競爭之下，人在面臨絕境時的真實面貌，帶有濃厚的社會諷刺意涵。從1997年金融危機後，泰國經濟迅速復甦，經歷了海嘯與政變。一切變化得快，變動最大的還是人心。和大部分地方一樣，金錢沖淡了人情義理，曼谷也逐漸變成一個一切向錢看的慾望城市。本片常使觀眾想像若自己像劇中主角般，面臨失業、卡債壓力，而突然有人告訴你，只要完成十三個任務，就可以拿到一億元，會選擇玩還是不玩？

## 故事內容

### 遊戲介紹
《13》的遊戲贏家將可獲得1億元。
參賽者都是各自在家庭、經濟、金錢上遭遇困境的平凡人。如果他們能夠完成這13個遊戲，便可獲得巨額獎金。這些任務將會挑戰玩家的愛情、宗教、道德、善良風俗、價值觀等各方面。如果失敗，參賽者將失去遊戲資格。

### 遊戲規則
每完成一個任務，獎金都以倍數成長，完成13個任務後就可以獲得1億元。但如果玩家中途放棄，則無法拿到任何獎金。
遊戲進行時，只有3個限制：
1. 不能任意放棄遊戲；
2. 不能告訴別人自己在玩這個遊戲；
3. 禁止去探查遊戲的起源和遊戲的一切。

一旦違反了上述的任何一項，遊戲亦會自動結束，所有獎金歸零。

### 參賽者阿奇
電影是在描述住在泰國曼谷的阿奇（Phuchit，或譯作奇，由庫薩達·蘇庫尚飾演）因為無法承受經濟壓力，決定參加遊戲《13》的故事。（電影進行時，他亦有遇到別的參賽者）
阿奇是一個亞美混血兒，母親是泰國人，父親是美國白人。他今年32歲，是一位音樂器材的推銷員。他從家鄉到曼谷念書，大學畢業後就做這份工作至今，他曾夢想當個出名的音樂家，擁有一個溫暖的家庭。可惜夢想與現實的差異實在太大了。這陣子阿奇的人生掉到谷底，因為一直沒辦法達到上司要求的業績，被工作多年的公司給開除了。現實的女友妙也選在此時離棄他。更糟的是，他不但負債，每個月還要送錢給母親與妹妹。
有一天他正為這些壓力苦惱不已時，接到了一通神秘電話：「恭喜你從眾多人選中脫穎而出，歡迎參加《13》，這是一個超級大獎遊戲，你有機會得到一億元。」阿奇懷疑其必有詐，便懷疑通話者的身份，於是對方開始淘淘不絕的講述阿奇的生平和現在已失業的近況，令阿奇驚訝不已。他詢問與他通話的人是誰，但對方不予回答。爾後，與他通話的人居然知道他身邊有一隻蒼蠅。對方跟他說，如果他用身後地上的報紙打死那隻蒼蠅，就可以得到1萬泰銖（大約四泰銖兌換一港幣）。當阿奇照做之後，他的戶頭便馬上收到了匯款。他輕易地完成了前兩個任務，並決定繼續下去。然而，他卻不知道接下來的任務充滿著噁心、血腥、而且毫無人性。

### 十三個遊戲任務
阿奇參加的《13》遊戲給他的13個任務為：
- 第1關：用地上的報紙打死一隻蒼蠅（獎金1萬元）。
- 第2關：將打死的蒼蠅吞掉（獎金5萬元）。
- 第3關：弄哭幼稚園裡的3個小孩（獎金10萬元）。
- 第4關：搶走流浪漢乞討的錢（累积獎金20萬元）。
- 第5關：在高級中式餐廳裡吃光一盘人的大便（累积獎50萬元）。
- 第6關：把自己的手機給一個遊戲裡指定的人，然後找到可以接收遊戲訊息的手機（累积獎金100萬元）。
- 第7關：在10分鐘內，將困在井底的老周救起來，並通知他的家人來收屍（累积獎金200萬元）。
- 第8關：用跟8有關的東西，打昏有關數字8的人（阿奇前女友妙的现任男友）。
- 第9關：找出醫院中的關係人（一個在805號房的老太婆，也是片頭過馬路的老太婆）。
- 第10關：老太婆需要什麼就照做（造成了「曬衣繩杀人事件」，一群飆車族因急速赛車而来不及煞車被曬衣繩割掉頭顱而死）。
- 第11關：拿起屍體堆中的武士刀，有兩種選擇：殺了絆腳石（他的同事桐(Tong)）；或者，殺了絆腳石的狗警告她不要妨礙遊戲（阿奇選擇了後者）。
- 第12關：殺死牛，並且取出牛腸裡的鑰匙。
- 第13關：殺死房間中坐在輪椅上的人（累积獎金1億元，當他拉起面罩後，發現竟是他自己的親生父親。最終因下不了手而反被父親殺死，父親反倒成为了游戏最后的赢家）。

### 省思
電影除了探討人性貪婪的一面外，導演也藉著故事批判泰國現今的社會風氣。例如被遺棄的老先生，在探討泰國家庭對於獨居老人不尊重與不關懷。電影結尾訴說人與人之間彼此就像掛著面具，但在內心深處的恐怖與暗潮洶湧卻是令人害怕。每段的遊戲都有其隱喻的意味，而電影的結局傳達的訊息是悲觀的，男主角不斷強調他自己還存有人性，而因親情放棄1億元的獎金，卻也因親情喪生在自己親生父親的手裡。原來父親也是被《13》遊戲邀請的參賽者之一，父親成了1億元的贏家得主。在金錢的誘惑之下，親情居然也顯得廉價，導演用現實踐踏著原始的道德觀念，很尖銳卻也很悲哀。

## 獎項紀錄
- 榮獲－2006 Suphannahong Awards（泰國奧斯卡獎）：最佳男主角獎、最佳特效獎
- 榮獲－2006 Bangkok Critics Assembly（泰國影評人協會獎）：最佳男主角、最佳剪接
- 入圍－2006 Bangkok Critics Assembly（泰國影評人協會獎）：最佳導演、最佳男主角、最佳剪接、最佳女配角、最佳劇本、最佳攝影